# Taguasco
Taguasco là một đô thị và thành phố ở tỉnh Sancti Spíritus của Cuba. Thành phố này có cự ly 20 ki-lô-mét (12 mi) về phía đông bắc Sancti Spiritus, tỉnh lỵ và có xa lộ Carretera Central chạy qua. Thành phố này nằm giữa Cabaiguán và Jatibonico theo tuyến đường này.

## Thông tin nhân khẩu
Năm 2004, đô thị Taguasco có dân số 36.365 người. Diện tích là 518 km² (200 mi²), với mật độ dân số là 70,2người/km² (181,8người/sq mi).